# 生田駅 (秋田県)
生田駅（しょうでんえき）は、秋田県仙北市田沢湖神代字街道南にある、東日本旅客鉄道（JR東日本）田沢湖線の駅である。

## 歴史
- 1955年（昭和30年）7月10日：日本国有鉄道生保内線に新設開業[2]。
- 1966年（昭和41年）10月20日：路線の改編に伴い、田沢湖線の駅となる。
- 1987年（昭和62年）4月1日：国鉄分割民営化により、JR東日本の駅となる[2]。
- 2020年（令和2年）10月1日：角館駅の業務委託化に伴い、大曲駅管理となる。
- 2024年（令和6年）10月1日：えきねっとQチケのサービスを開始[1][3]。

## 駅構造
単式ホーム1面1線を有する地上駅である。駅舎はないが、ホーム上に待合所が設置されている。
大曲駅管理の無人駅である。

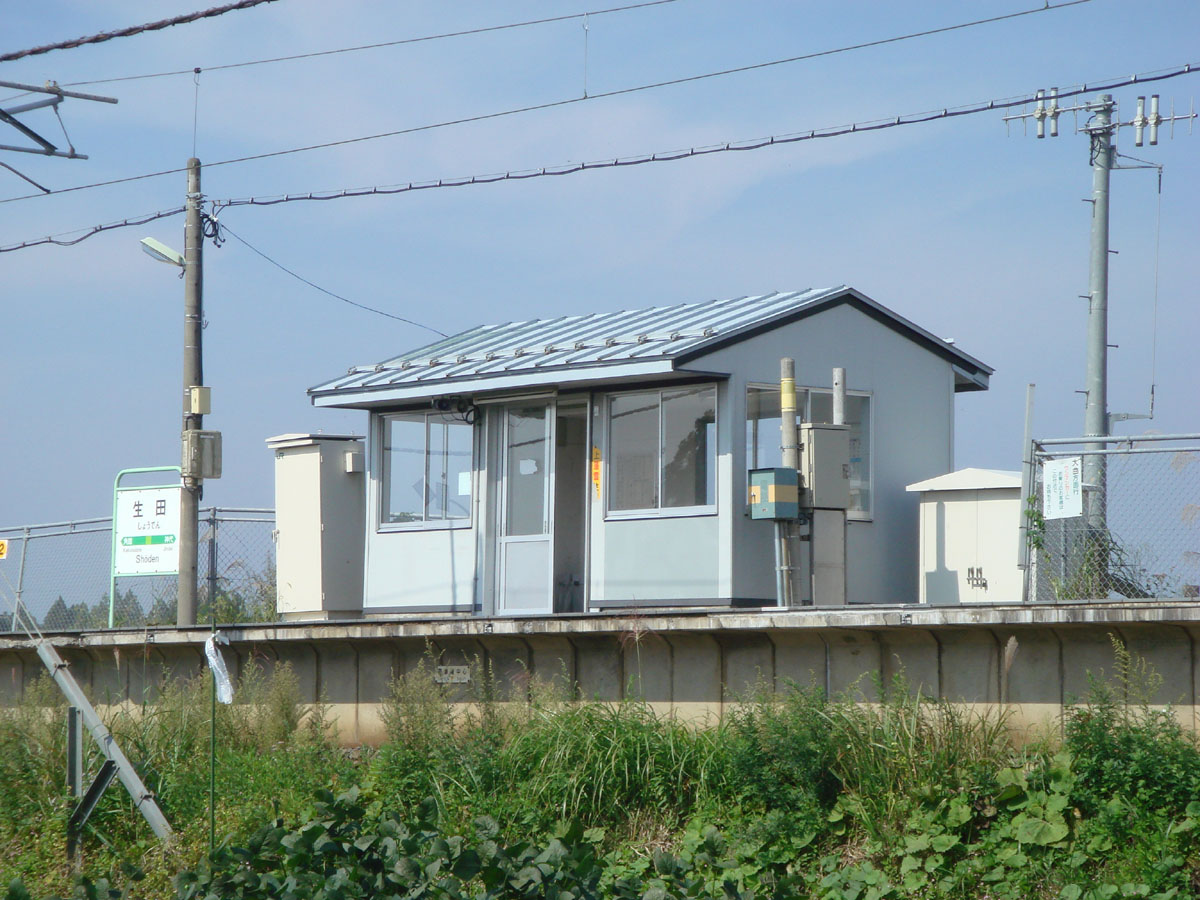
待合所外観（2006年10月）
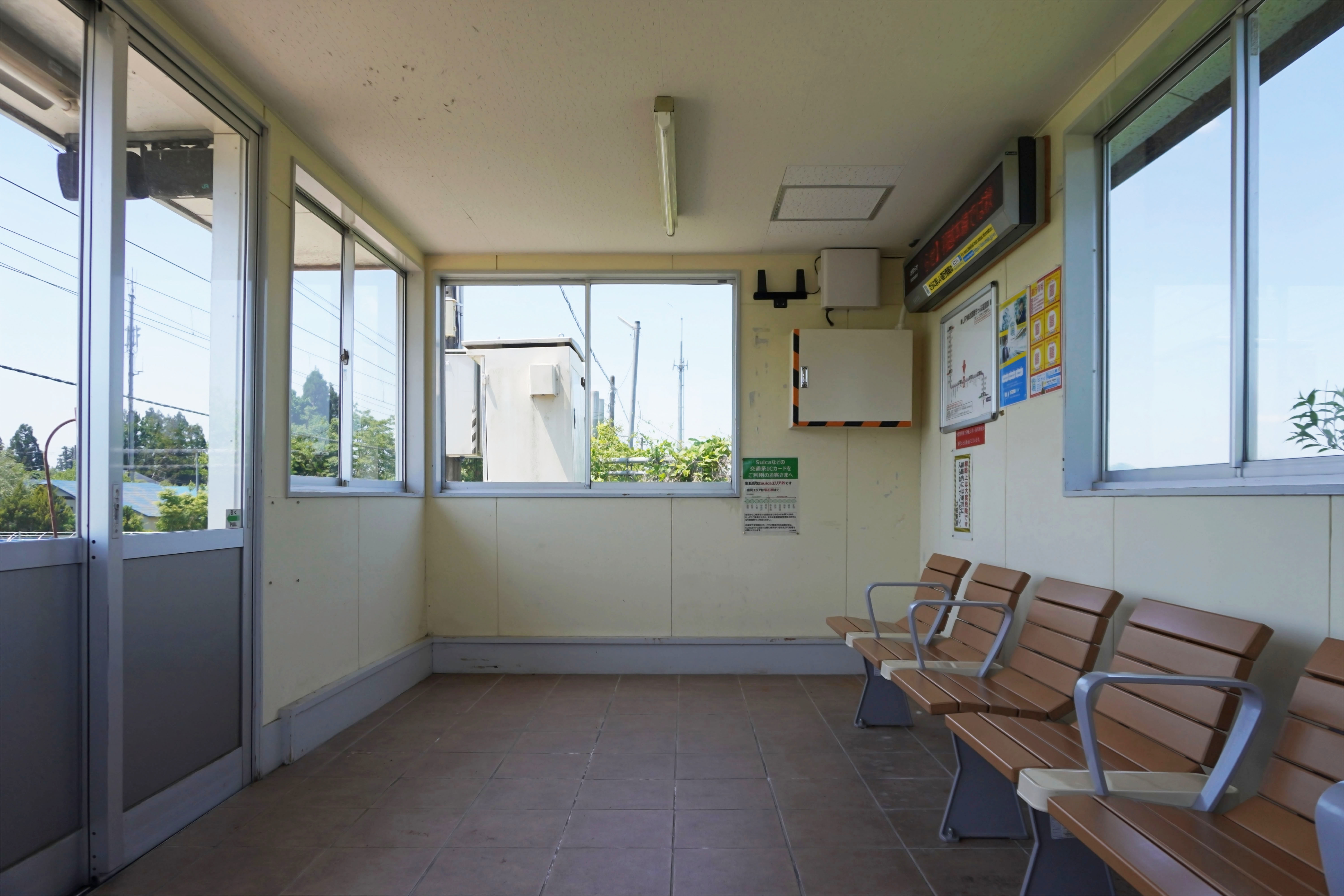
待合所内（2024年5月）
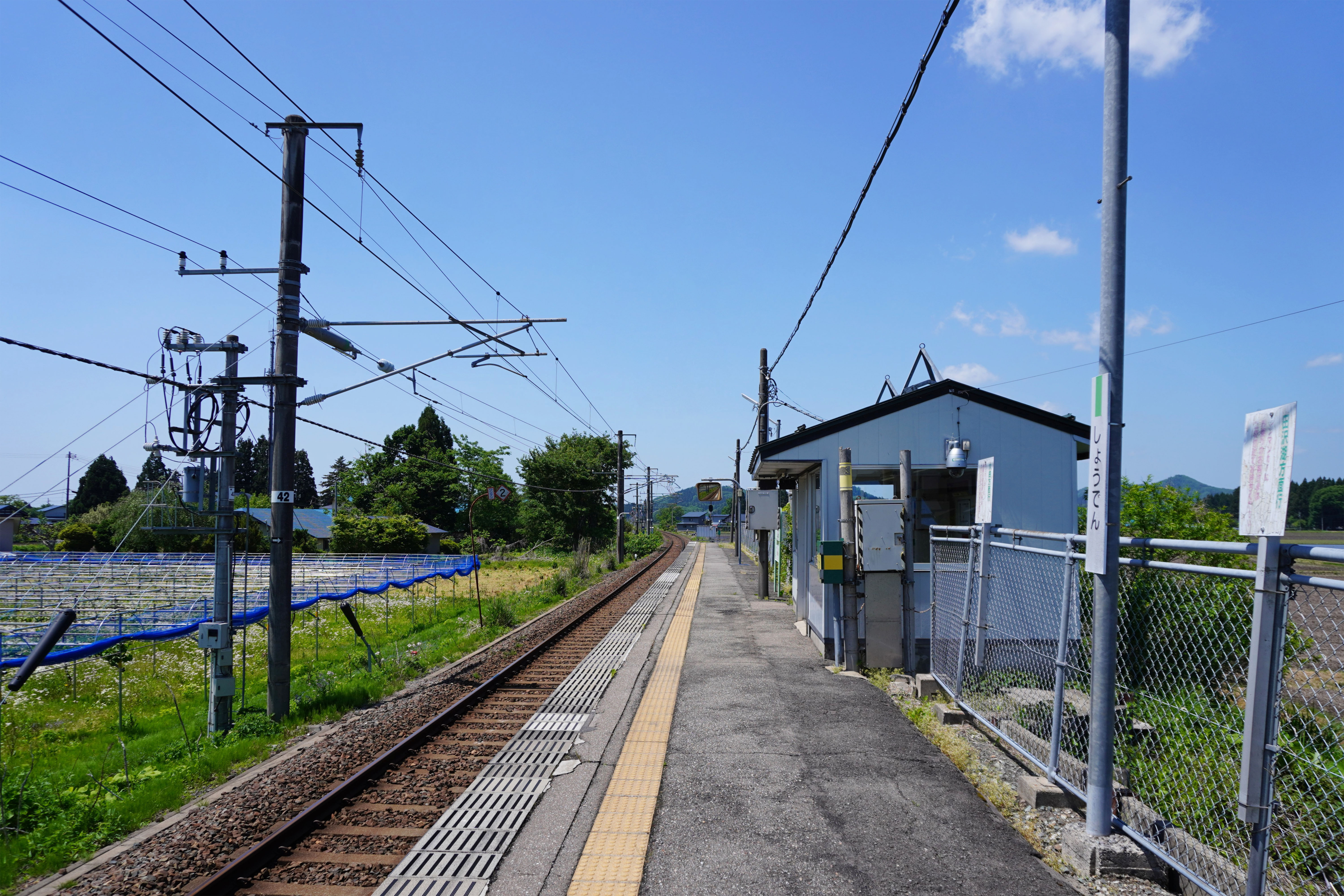
ホーム（2024年5月）

## 駅周辺
- 仙北市神代地区入口
- 国道46号

## 隣の駅
東日本旅客鉄道（JR東日本）
■田沢湖線
神代駅 - 生田駅 - 角館駅